# Pietro Frugoni
Pietro Paolo Frugoni (Brescia, 21 gennaio 1851 – Brescia, 10 luglio 1940) è stato un generale italiano, che svolse incarichi prettamente come ufficiale di Stato maggiore, venendo elevato al rango di tenente generale nel 1906. Ricoprì incarichi operativi durante la guerra italo-turca come comandante del Corpo d'armata speciale di Tripoli. All'atto della mobilitazione generale del maggio del 1915 fu nominato comandante della 2ª Armata, per assumere successivamente quello della 5ª Armata subito dopo l'inizio dell'offensiva austro-ungarica nota come Strafexpedition, fortemente voluta dal maresciallo Franz Conrad von Hötzendorf. Fu esonerato dal comando il 19 giugno 1916, sostituito dal generale Settimio Piacentini, e collocato a riposo..

## Biografia
Nacque a Brescia il 21 gennaio 1851, figlio di Arsenio, negoziante benestante, e di Amalia Cassa. All'età di sedici anni entrò nella Regia Accademia Militare Artiglieria e Genio di Torino, uscendone nel 1870 con il grado di sottotenente, assegnato all'arma di artiglieria. Ebbe una rapida carriera militare: sottotenente all'età di 19 anni, nel 1877 era già capitano. Nell'aprile del 1879 convolò a giuste nozze con la signorina Rosina Noy.
Nel 1882 l'allora Ministro della guerra Emilio Ferrero, con una apposita legge d'ordinamento, ampliò gli organici del Regio Esercito, aumentando la frequenza dei corsi della Scuola superiore di guerra di Torino. Fu promosso al grado di maggiore nel 1884, diventando tenente colonnello nel 1888, e colonnello nel 1893. Assunse il comando dapprima del 5º e poi del 19º Reggimento fanteria e successivamente del 5º Reggimento bersaglieri. Tra il 1896 e 1898 fu Capo di stato maggiore di due diversi Corpi d'armata del Regio Esercito.
Il 14 gennaio 1900 venne promosso al grado di maggiore generale, assumendo il comando della Brigata Brescia. Elevato al rango di tenente generale il 22 aprile 1906, dopo aver ricoperto l'incarico di Ispettore delle Truppe alpine,  divenne comandante della Divisione militare di Palermo e poi di quella di Torino. Nel 1910 ricevette il comando del IX Corpo d'armata, considerato un incarico prestigioso che lo elevava tra migliori generali dell'esercito.

### La guerra italo-turca
Il 28 settembre 1911 l'ambasciatore italiano a Costantinopoli consegnò alla Sublime Porta un ultimatum che dava 24 ore di tempo al governo ottomano per accettare le condizioni italiane riguardo all'occupazione della Libia. Il 29 settembre iniziarono le ostilità. Il 5 ottobre le truppe da sbarco della Regia Marina occuparono il porto di Tripoli, e l'11 ottobre iniziarono ad arrivare in Libia le prime truppe del Corpo di spedizione del Regio Esercito al comando del generale Carlo Caneva, ed egli assunse il comando del I Corpo d'armata speciale di stanza a Tripoli. Tale incarico lo rendeva di fatto corresponsabile dell'andamento delle operazioni militari. Dopo l'occupazione di Tripoli, Derna e Homs, con la creazione di altrettanti campi fortificati, la spinta offensiva della truppe italiane si arrestò. La resistenza delle truppe turche, favorita anche dalla collaborazione della popolazione araba, si rivelò molto più forte del previsto. Verso la fine del mese di ottobre inizio una lunga serie di contrasti sulla condotta delle operazioni militari, che videro contrapposti da una parte il presidente del consiglio Giovanni Giolitti e il Capo di Stato Maggiore dell'esercito generale Alberto Pollio, e dall'altra i vertici militari del corpo di spedizione.
Sottoposto a forti pressioni politiche il generale Caneva chiese ripetutamente il suo parere sull'opportunità di intraprendere azioni offensive, ricevendo risposte prudenti e attendistiche. Nel mese di dicembre egli sostenne l'opportunità di non intraprendere azioni militari verso l'interno della Tripolitania fino a quando la sistemazione delle basi delle operazioni… non sia assicurata. Pochi giorni dopo, in seguito a nuove pressioni politiche, cui seguì una nuova richiesta del generale Caneva, egli rispose nuovamente che: le attuali condizioni della Tripolitania non sembrano molto favorevoli per una tale spedizione.
A partire dalla primavera del 1912 le pressioni del governo ripresero con maggiore intensità, e il generale Alberto Pollio arrivò a dichiarare in pericolo il prestigio militare del paese se si fosse aspettato ancora a lanciare l'offensiva decisiva. Verso la fine del mese di aprile si incominciò a studiare una nuova azione offensiva da attuarsi in breve tempo, che fu accettata sia dal generale Caneva che dal Pollio.
Pianificata da lui, in collaborazione con il suo Capo di stato maggiore Pietro Badoglio, l'offensiva doveva colpire l'oasi di Zanzur posta a circa 18 chilometri da Tripoli che, occupata da gruppi di combattenti arabo-turchi, costituiva una spina nel fianco dello schieramento italiano. All'alba dell'8 giugno le truppe italiane lanciarono un attacco frontale contro i trinceramenti arabo-turchi, cui seguì una serie di scontri durati sino alle prime ore del pomeriggio. L'attacco, che vide l'impiego di 14.000 uomini, appoggiati da 50 cannoni, tre navi e alcuni aerei, fu dal lui personalmente condotto, ma riuscì solo parzialmente. Secondo il rapporto stilato dal generale Tommaso Salsa, facente parte dello Stato maggiore di Caneva, l'offensiva fu di scarsa utilità. Nonostante il successo ottenuto, non si approfittò della favorevole situazione venutasi a creare, procedendo senza indugio all'occupazione dell'oasi di Zanzur. 
Il rapporto sull'attacco fu da lui redatto in termini entusiastici, ma gli ambienti politici e militari della capitale condivisero pienamente il parere espresso del generale Salsa.
Nel mese di luglio fu richiamato a Roma per consultazioni, ma una volta in Italia venne destituito dall'incarico e rimpiazzato con il generale Ottavio Ragni. Le vittorie riportate nelle battaglie di Ain Zara (4 dicembre 1911) e di Zanzur (8 giugno 1912), gli valsero il conferimento dell'Croce di Commendatore dell'Ordine militare di Savoia.
A causa dell'esonero il suo prestigio risultò parzialmente compromesso, in quanto negli ambienti del Regio Esercito circolò l'idea che, pur essendo uomo attivo e vigoroso, le sue capacità militari non raggiungessero l'eccellenza. Non essendosi opposto l'esonero, accettato serenamente, non ci furono conseguenze sulla sua carriera militare. Ritornato al comando del IX Corpo d'armata, nel corso del 1914 venne indicato per il comando di un'armata in caso di guerra.

### La prima guerra mondiale
Quando il 24 maggio 1915 il Regno d'Italia Italia entrò in guerra, egli assunse il comando della 2ª Armata, avente Quartier generale a Udine, e destinata a oltrepassare la frontiera con l'Austria-Ungheria subito dopo l'inizio delle ostilità. La 2ª Armata era schierata tra Montemaggiore e l'abitato di Manzano su un fronte di circa 35 km in un territorio particolarmente impervio.. Con la prima offensiva egli doveva occupare rapidamente la linea dell'Isonzo, assicurandosi degli sbocchi sul lato sinistro del fiume in collaborazione con la 3ª Armata del generale Vincenzo Garioni. Il piano iniziale prevedeva che la 2ª Armata occupasse la conca di Caporetto e l'arco montuoso che la delimitava (Monte Nero-Mrzili), prendendo contemporaneamente possesso della dorsale Monte Ieza-Korada-San Martino-Medana. Dopo l'arresto delle iniziali operazioni offensive sul fronte dell'Isonzo, da lui decretato dopo l'attacco a Monte Plava, la 2ª Armata prese attivamente parte alle prime quattro offensive lanciate da Cadorna contro le posizioni austriache tra il maggio e il dicembre del 1915. Tali offensive non conseguirono risultati di particolare rilievo, ma costarono al Regio Esercito gravissime perdite, con decine di migliaia di morti e feriti.
Già dai primi mesi di guerra i rapporti tra il comandante della 2ª Armata e il Capo di stato maggiore dell'esercito, generale Luigi Cadorna furono estremamente difficili.
Nel novembre del 1915, nel corso della quarta battaglia dell'Isonzo, Cadorna gli inviò un telegramma nel quale denunciava il precario stato delle truppe sotto il suo comando. Dopo aver imputato alla sua trascuratezza il logorio morale e fisico delle truppe, Cadorna gli impose di compiere delle ispezioni per stabilire l'esatta situazione, di rimediare immediatamente alle mancanze più gravi e di indicargli le responsabilità della situazione in atto. La sua risposta fu immediata e improntata a una realistica visione dei fatti: Le condizioni delle truppe a contatto col nemico - scrisse il 25 novembre - mi sono ben note, e dipendono essenzialmente dal fatto che esse tengono quella qualsiasi linea alla quale hanno potuto pervenire in mesi di quasi ininterrotta offensiva che tuttora continua e che domani sarà riaccesa su quasi tutto il fronte dell'armata. In linea generale il rimedio veramente efficace può soltanto consistere o nel conquistare le dominanti posizioni nemiche e nello stabilirvi le nostre posizioni avanzate, oppure nel ripiegare su linee idonee a stabilirvi la nostra resistenza in condizioni sufficienti allo stanziamento delle truppe.
La diretta critica alla condotta delle operazioni militari da parte del Comando Supremo, scatenò l'ira di Cadorna che, il 26 novembre, replicò di non ammettere il dilemma posto tra la conquista delle posizioni austriache o il ripiegamento poiché l'esperienza dimostrava come fosse possibile fortificarsi in qualsiasi posto a condizione che non vacilli la fede del difensore. Inoltre dichiarò di non potere tollerare critiche alla propria strategia militare.
Calata momentaneamente la tensione tra il Capo di stato maggiore e il comandante della 2ª Armata, essa si riacutizzò quando Cadorna si rifiutò di avallare la richiesta di promozione straordinaria per il Vicecapo di Stato maggiore della 2ª Armata, Badoglio. Non soddisfatto dell'intero Stato maggiore della 2ª Armata, Cadorna motivò il suo rifiuto con la motivazione che tutte le promozioni straordinarie assegnate a Badoglio erano state proposte da Frugoni, e occorreva che altri generali valutassero l'operato e le capacità del giovane ufficiale. Il generale Cadorna, coerentemente con la tesi espressa, trasferì Badoglio ad un altro reparto.
La pausa nelle operazioni sul fronte dell'Isonzo a causa dell'arrivo dell'inverno consentì che i rapporti tra i due comandi ritornassero nella normalità. Approfittando della sosta invernale il generale Frugoni riorganizzò le proprie truppe in previsione delle future offensive. Nel maggio del 1916 la Strafexpedition  lanciata dal feldmaresciallo Franz Conrad von Hötzendorf contro il fronte trentino tenuto dalla 1ª Armata del generale Roberto Brusati, costrinse Cadorna a rivedere i propri piani, e nell'eventualità di una profonda infiltrazione nemica il 21 maggio costituì una nuova armata con reparti tratti dalla 3ª Armata e divisioni fatte arrivare dalla Libia e dall'Albania. Dislocata tra Vicenza, Padova e Cittadella, la 5ª Armata, forte di 179.000 uomini, fu affidata al suo comando con il compito di proteggere la pianura padana. La sua assegnazione al nuovo comando sembrò significare una rinnovata fiducia di Cadorna nei suoi confronti, ma alla metà del mese di giugno, passato il pericolo di uno sfondamento del fronte, fu esonerato con la motivazione di una grave perdita di prestigio nell'ambiente militare e di quella fiducia che è indispensabile per chi deve reggere un così alto comando in guerra.
Collocato a riposo d'autorità non venne riabilitato neanche dopo la disfatta di Caporetto, quando un'apposita Commissione d'inchiesta revisionò tutti i casi dei generali rimossi dal comando da Cadorna. Proprio sulla base del giudizio della emesso dalla Commissione il 30 aprile 1918, il nuovo comandante in capo dell'esercito Armando Diaz, si rifiutò di riammetterlo in servizio attivo.
In sede di riesame del suo operato pesarono le accuse di leggerezza e irresponsabilità mossegli da molti ufficiali che avevano prestato servizio al suo comando, confermate poi dalla memorialistica. Pesò anche il circostanziato memoriale redatto dal generale Ezio Reisoli, un suo ex sottoposto, che dimostrò come egli non avesse mai seguito da vicino gli avvenimenti e avesse rimosso numerosi ufficiali da lui dipendenti senza una precisa causa. Passato a disposizione del Ministero della Guerra in zona territoriale, nel 1917 venne collocato in posizione ausiliaria ricevendo una pensione annua di 8.000 lire. Fu promosso generale d'armata nel 1923, quando era già transitato nella riserva.  Escluso definitivamente dal servizio attivo, si ritirò a vita privata nella città di Brescia, dove si spense il 10 luglio 1940.

### Annotazioni
1. ↑  Tali pareri appoggiavano pienamente la tattica temporeggiatrice adottata del generale Caneva.
2. ↑  Inoltre tale oasi fungeva da base d'appoggio per le carovane che rifornivano le bande armate della resistenza arabo-turca in Tripolitania.
3. ↑  Secondo il parere del generale Salsa l'occupazione dell'oasi di Zanzur avrebbe reso più facile la nostra avanzata contro la massa nemica e più probabile di avere un risultato tale da pesare sulla conclusione della pace.
4. ↑  Con la sua destituzione Frugoni pagò in prima persona per errori commessi nella condotta delle operazioni che non gli erano totalmente imputabili. Con il suo esonero il governo volle dare un segnale, e allo stesso tempo un esempio, al generale Caneva, affinché mutasse la linea sin lì seguita.
5. ↑  Al suo fianco volle ancora, con funzioni di sottocapo di stato maggiore, il colonnello Badoglio.
6. ↑  Il generale Garioni sostituiva temporaneamente il generale Luigi Zuccari, esonerato poco prima dello scoppio delle ostilità, in attesa dell'arrivo del generale Emanuele Filiberto di Savoia-Aosta.

### Fonti
1. 1 2 3 4 5 6 7  Pelagalli 2011, p. 19.
2. 1 2 3  degli Azzoni Avogadro 2010, p. 58.
3. 1 2 3 4 5 6 7 8 9 10 11  Bianchi 2012, p. 112.
4. 1 2  Canevari, Comisso 1935, p. 369.
5. ↑  Ministero della Guerra, Stato Maggiore dell'Esercito, Ufficio storico, Campagna di Libia, I, p. 330.
6. ↑  Ministero della Guerra, Stato Maggiore dell'Esercito, Ufficio storico, Campagna di Libia, II, p. 205.
7. ↑  Campagna di Libia, II, p. 256.
8. ↑  Società Editoriale Milanese 1912, p. 498.
9. 1 2  Del Boca 1986, p. 175.
10. ↑  Del Boca 1986, p. 176.
11. ↑  Canevari, Comisso 1935, p. 404.
12. ↑  Ministero della Guerra, Stato Maggiore dell'Esercito, Ufficio storico,Campagna di Libia, Vol. II, pp. 261-268.
13. ↑  Archivio de l'Armée de Atene, Attachés militaires. Italie (1872-1919), b. 7N 1370, rapporto n. 142, 29 luglio 1912, La guerre italo-turque.
14. ↑  Composta dal II, IV e VI Corpo d'armata.
15. ↑   Fiammecremisi - visto 19 febbraio 2009
16. 1 2 3  Cadorna 1921, p. 122.
17. ↑  Cadorna 1921, p. 140.
18. 1 2  Cadorna 1921, p. 153.
19. ↑  Archivio centrale dello Stato, Ministero della Real Casa, Uff. del primo aiutante, b. 16, fasc. 5, sf. 47, telegramma 1059 g del 24 nov. 1915.
20. ↑  Archivio centrale dello Stato, Ministero della Real Casa, Uff. del primo aiutante, telegramma a mano n. 11885 del 25 nov. 1915.
21. ↑  Archivio centrale dello Stato, Ministero della Real Casa, Uff. del primo aiutante, telegramma n. 1072 g del 26 nov. 1915.
22. 1 2 3 4 5 6  Bianchi 2012, p. 113.
23. 1 2  Cadorna 1921, p. 172.
24. 1 2 3 4  Cadorna 1921, p. 218.
25. 1 2  Cadorna 1921, p. 217.
26. ↑  Archivio centrale dello Stato, Ministero della Real Casa, Uff. del primo aiutante, b. 15, fasc. 5 sf. 46, lettera del 15 giugno 1916.
27. ↑  Archivio centrale dello Stato, Ministero della Real Casa, Uff. del primo aiutante, b. 15, fasc. 5, sf. 46, Revisione idoneità ufficiali generali esonerati, 30 apr. 1918.
28. ↑  Atti Parlamentari della XIX Legislatura del Senato del Regno n.4430, pag.2557.
29. ↑  Gazzetta Ufficiale del Regno d'Italia n. 257, del 27 novembre 1917.
30. ↑  Gazzetta Ufficiale del Regno d'Italia n.150, del 28 giugno 1909.
31. ↑  Gazzetta Ufficiale del Regno d'Italia n.128, del 1º giugno 1914.